# Chiesa di Santa Maria Assunta e San Isidoro
La chiesa di Santa Maria Assunta e San Isidoro è la parrocchiale di Montegrosso, frazione di Andria nella provincia di Barletta-Andria-Trani. Appartiene alla diocesi di Andria.